# مسجد المنان
مسجد المنان هو مسجد يقع في دوماي في إندونيسيا، تم بناء المسجد في عام 2000 واكتمل البناء في عام 2002.

## العمارة
قباب المسجد تبرز من طابقين يتكون من قبة على سطح المبنى الرئيسي، وقبة قطرها أصغر في رواق المدخل، شكل القباب يذكرنا بشكل المساجد في كلنتن في ماليزيا، بالإضافة لوجود اثنتين من القباب هناك أيضا اثنين من القباب على الجانب الأيمن والأيسر من المبنى، وفي الزوايا الأربع من القبة الرئيسية اوجد المآذن الشاهقة .